# Alice (album)
Alice – wydany w 2002 roku album Toma Waitsa, będący głównie zbiorem utworów z przedstawienia teatralnego „Alice” autorstwa Roberta Wilsona. W tym samym roku wydany został inny album będący wynikiem współpracy Waitsa z Wilsonem, Blood Money.

## Lista utworów
| 1.  | "Alice"                    | 4:28  |
|     |                            |       |
| 2.  | "Everything You Can Think" | 3:10  |
|     |                            |       |
| 3.  | "Flower’s Grave"           | 3:28  |
|     |                            |       |
| 4.  | "No One Knows I’m Gone"    | 1:42  |
|     |                            |       |
| 5.  | "Kommienezuspadt"          | 3:10  |
|     |                            |       |
| 6.  | "Poor Edward"              | 3:42  |
|     |                            |       |
| 7.  | "Table Top Joe"            | 4:14  |
|     |                            |       |
| 8.  | "Lost in the Harbour"      | 3:45  |
|     |                            |       |
| 9.  | "We’re All Mad Here"       | 2:31  |
|     |                            |       |
| 10. | "Watch Her Disappear"      | 2:33  |
|     |                            |       |
| 11. | "Reeperbahn"               | 4:02  |
|     |                            |       |
| 12. | "I’m Still Here"           | 1:49  |
|     |                            |       |
| 13. | "Fish & Bird"              | 3:59  |
|     |                            |       |
| 14. | "Barcarolle"               | 3:59  |
|     |                            |       |
| 15. | "Fawn"                     | 1:43  |
|     |                            |       |
|     |                            | 48:15 |
|     |                            |       |

## Personel muzyczny
- Tom Waits – głos, pianino (1,3,6,9,11,12,13,14,15), melotron (2), chamberlin (2,11,14), organy (3,4,7,8,10,13), circular violin (9), glockenspiel (13), cymbałki (14)
- Eric Perney – kontrabas (1)
- Colin Stetson – saksofon (1,5,14), klarnet (9,11,12,15)
- Gino Robair – perkusja (1,9), marimba (15)
- Ara Anderson – trąbka (1,13), róg barytonowy (11,13)
- Larry Taylor – kontrabas (2,3,4,5,6,7,8,13), gitara akustyczna (5,7), perkusja (5)
- Matt Brubeck – wiolonczela (2,3,4,5,6,8,10,12,13), kontrabas (14)
- Bent Clausen – dzwonki (2), pianino (7,14)
- Bebe Risenfors – skrzypce (2), klarnet (3,5,13), altówka (4,6), marimba (5), perkusja (5), baby bass (5,7), fidel (8)
- Nik Phelps – trąbka (2), róg francuski (2)
- Dawn Harms – skrzypce (4,6,8,10,12,13,14)
- Andrew Borger – perkusja (5)
- Tim Allen – güiro (5)
- Stewart Copeland – perkusja (7)
- Joe Gore – gitara (7)
- Carla Kihlstedt – skrzypce (8,9,11,15)
- Matthew Sperry – kontrabas (9,11,14,15)
- Myles Boisen – banjo (11)